# Autobahndreieck Nonnweiler
Das Autobahndreieck Nonnweiler (Abkürzung: AD Nonnweiler; Kurzform: Dreieck Nonnweiler) ist ein Autobahndreieck im Norden des Saarlandes. Es wird die Bundesautobahn 1 (Heiligenhafen – Köln – Saarbrücken) (Europastraße 422) an die Bundesautobahn 62 (Nonnweiler – Pirmasens) angebunden.

## Geographie
Das Autobahndreieck liegt auf dem Gebiet der namensgebenden Gemeinde Nonnweiler südlich des Ortsteils Otzenhausen und nordöstlich von Mariahütte. Der Hauptort Nonnweiler liegt nordwestlich des Autobahndreiecks. Es befindet sich etwa 30 km südöstlich von Trier und etwa 40 km nördlich von Saarbrücken.

## Bauform und Ausbauzustand
Das Dreieck ist als Autobahngabelung ausgeführt. Die A 1 geht aus Richtung Trier kommend direkt in die A 62 über, die A 1 Richtung Saarbrücken zweigt über eine Rampe ab. Von Richtung Saarbrücken aus ist die A 62 nur über die Anschlussstelle „Nonnweiler-Otzenhausen“ erreichbar. Diese Anschlussstelle hat dadurch die Nummer 2 auf der A 62 und die Nummer 136 auf der A 1.
Die A 1 ist, genau wie die A 62, zweispurig ausgebaut. Die Überleitungen in Richtung Saarbrücken sind zweistreifig.

## Verkehrsaufkommen
| Von                          | Nach                             | Durchschnittliche tägliche Verkehrsstärke | Durchschnittliche tägliche Verkehrsstärke | Durchschnittliche tägliche Verkehrsstärke | Anteil Schwerlastverkehr | Anteil Schwerlastverkehr | Anteil Schwerlastverkehr |
| Von                          | Nach                             | 2005                                      | 2010                                      | 2015                                      | 2005                     | 2010                     | 2015                     |
| ---------------------------- | -------------------------------- | ----------------------------------------- | ----------------------------------------- | ----------------------------------------- | ------------------------ | ------------------------ | ------------------------ |
| AS Nonnweiler-Bierfeld (A 1) | AD Nonnweiler                    | 18.700                                    | 24.800                                    | 25.900                                    | 15,4 %                   | 14,8 %                   | 14,8 %                   |
| AD Nonnweiler                | AS Nonnweiler-Braunshausen (A 1) | 18.200                                    | 16.900                                    | 19.200                                    | 15,4 %                   | 15,3 %                   | 13,2 %                   |
| AD Nonnweiler                | AS Nohfelden-Türkismühle (A 62)  | 13.900                                    | 13.900                                    | 14.200                                    | 15,9 %                   | 13,6 %                   | 13,3 %                   |